# قطعة جرادة
قطعة جرادة هي جزيرة صغيرة بحرينية في الخليج العربي، تقع في الشرق من جزيرة البحرين، على بعد 32 كم (20 ميل) شرق المنامة، عاصمة البحرين. تاريخياً، تكون هذه الجزيرة ظاهرة فوق سطح الماء خلال المد الربيعي المنخفض؛ تقع في منتصف المسافة تقريباً بين البحرين وقطر، ضمن 12 ميلاً (19 كم) من المياه الإقليمية لكلا البلدين. وتعتبر واحدة من العديد من المناطق المتنازع عليها التي ساهمت في نزاع طويل الأمد بين البحرين وقطر.

## الجغرافيا
تاريخياً لم يتم اعتبار قطعة جرادة جزيرة، ولكن في عام 2000 إدعت البحرين أن حجم الجزيرة يبلغ حوالي 12 × 4 أمتار (39 قدماً × 13 قدماً) عند ارتفاع المد مع ارتفاع حوالي 0.4 متر (1 قدم 4 بوصة)، و 600 × 75 متراً (1969 قدماً × 246 قدماً) عند إنخفاض المد. الرأي المعارض يقول إنها تظهر فقط في المد المنخفض وتنغمر بالمياه في المد المرتفع. الجزيرة غير مأهولة وليس بها نباتات.

## التاريخ
إدعت البحرين ملكية الجزيرة لأول مرة في عام 1936، بدعم من جائزة الحدود البحرية البريطانية لعام 1947. ستكون قطعة جرادة في المياه القطرية فيما يتعلق بالخط المتساوي الذي يقسم الدول في هذه المنطقة. تأثر البريطانيون بالعمليات الفعلية لشركات النفط في ذلك الوقت. على الرغم من منحها للبحرين، لم يتم تصنيفها كجزيرة ذات مياه إقليمية تبلغ 3 أميال (4.8 كم). لإنها لم تكن متوافقة مع تعريف الجزيرة في مؤتمر جنيف لعام 1958، والذي يتطلب أن تكون الجزيرة فوق الماء عند ارتفاع المد. ومع ذلك، في عام 1959، حاول البريطانيون إعادة تصنيف قطعة جرادة كجزيرة، كما فعلت حكومة البحرين في عام 1964. رفضت قطر هذا الادعاء في عام 1965 ثم سعت إلى التحكيم الدولي. الذي لم ينتج عنه أي شيء، لأن كلا الدولتين لم تكن عضواً في الأمم المتحدة حتى عام 1971. بحلول عام 1986، أعلنت قطر العديد من المناطق المتنازع عليها، بما في ذلك قطعة جرادة، كمنطقة عسكرية. ومع اقتراب الطرفين من الصراع، تراجعت التوترات تحت ضغط كل من سلطنة عمان والمملكة العربية السعودية والإمارات العربية المتحدة لإستئناف الوضع السابق. حاولت المملكة العربية السعودية، من خلال مجلس التعاون الخليجي، التفاوض على اتفاقية دائمة لكنها لم تنجح. في عام 1991، طلبت قطر مرة أخرى التحكيم من قبل محكمة العدل الدولية في لاهاي.

### 2003 حكم محكمة العدل الدولية
في عام 2003، حكمت محكمة العدل الدولية بتصويت 12-5، بأن قطعة جرادة هي جزيرة وسيادتها تعود للبحرين، على الرغم من أن الآراء المخالفة تسائلت عما إذا كان ينبغي اعتبارها جزيرة نظراً لصغر حجمها ومتغيرات خصائصها الفيزيائية وفقدانها لأرضية صلبة. حكم المحكمة على أن "الأنشطة التي تقوم بها البحرين على تلك الجزيرة يجب اعتبارها كافية لدعم إدعاء البحرين بأنها تتمتع بالسيادة عليها". تضمنت أنشطة البحرين في "الجزيرة" وضع منارة ملاحية وحفر بئر إرتوازي والسماح بالصيد والتنقيب عن النفط. لم يكن من الممكن التوصل إلى هذا الإستنتاج لولا حكم المحكمة على أنها جزيرة، حيث يمكن الحصول على السيادة فقط عن طريق احتلال جزيرة حقيقية، وليست الجزر التي تظهر في أنخفاض المد. جادلت قطر بأنها لم تظهر أبداً في خرائط الملاحة كجزيرة وأنه حتى لو لم تكن دائماً مغمورة بالكامل عند ارتفاع المد، فلا يزال لا ينبغي اعتبارها جزيرة.